# 东北丝裂蒿
东北丝裂蒿（学名：Artemisia adamsii）为菊科蒿属的植物。分布在俄罗斯、蒙古以及中国大陆的黑龙江、内蒙古等地，生长于海拔600米的地区，多生长于石质草原地区、草甸地区、低海拔地区的河湖岸边的盐渍化草原和小山坡上，目前尚未由人工引种栽培。

## 别名
阿氏蒿（东北植物检索表），丝叶蒿（内蒙古植物志），“雅夫冈-沙里尔日”、“乌姆希-沙里尔日”、“呼尔干-沙里尔日”（蒙语名）